# Westside (Iowa)
Westside es una ciudad ubicada en el condado de Crawford en el estado estadounidense de Iowa. En el Censo de 2010 tenía una población de 299 habitantes y una densidad poblacional de 78,43 personas por km².

## Geografía
Westside se encuentra ubicada en las coordenadas 42°4′33″N 95°6′5″O / 42.07583, -95.10139. Según la Oficina del Censo de los Estados Unidos, Westside tiene una superficie total de 3.81 km², de la cual 3.81 km² corresponden a tierra firme y (0%) 0 km² es agua.

## Demografía
Según el censo de 2010, había 299 personas residiendo en Westside. La densidad de población era de 78,43 hab./km². De los 299 habitantes, Westside estaba compuesto por el 99.33% blancos, el 0% eran afroamericanos, el 0% eran amerindios, el 0% eran asiáticos, el 0% eran isleños del Pacífico, el 0.33% eran de otras razas y el 0.33% pertenecían a dos o más razas. Del total de la población el 2.34% eran hispanos o latinos de cualquier raza.